# Sartorius (motorfiets)
Sartorius is een historisch Duits motorfietsmerk dat van 1923 tot 1926 werd gebouwd door Fahrzeugwerk Paul Schubert in de nu Poolse stad Bunzlau.
Sartorius produceerde 195cc-tweetakten met inbouwmotoren van onbekende oorsprong en 348cc-kopkleppers met Kühne-motoren.